# Lago María Ester
Lago María Ester är en sjö i Chile.   Den ligger i regionen Región de Magallanes y de la Antártica Chilena, i den södra delen av landet, 1 800 km söder om huvudstaden Santiago de Chile. Lago María Ester ligger 201 meter över havet. Arean är 0,15 kvadratkilometer. Den sträcker sig 0,8 kilometer i nord-sydlig riktning, och 0,4 kilometer i öst-västlig riktning.
I omgivningarna runt Lago María Ester växer i huvudsak blandskog. Trakten runt Lago María Ester är nära nog obefolkad, med mindre än två invånare per kvadratkilometer.